# Lasha Tabidze
Pour les articles homonymes, voir Tabidze.
Pas d'image ? Cliquez ici

a Compétitions nationales et continentales officielles uniquement.

b Matchs officiels uniquement.
Dernière mise à jour le 11 juin 2024.
Lasha Tabidze (en géorgien : ლაშა ტაბიძე) est un joueur géorgien de rugby à XV évoluant en équipe nationale depuis 2017. 

## Biographie
Alors membre du RC Armazi, Lasha Tabidze débute sur la scène internationale par le championnat d'Europe de rugby à XV des moins de 18 ans 2014. Il est rappelé l'an suivant pour de nouveau disputer le championnat d'Europe, qu'il aborde en tant que capitaine de la sélection, où son équipe ira jusqu'en finale.
Grâce à ses prestations, il intègre l'académie de l'Union Bordeaux Bègles dès l'intersaison 2015. À la fin de la saison, il est convoqué pour participer au championnat du monde junior 2016, où il s'imposera comme le pilier droit titulaire. Bien qu'encore espoir, il débute sous les couleurs de la sélection géorgienne sénior lors du REC 2017. Après ses premières sélections chez les grands, il retourne avec les moins de 20 ans pour disputer le championnat du monde junior 2017. 
Lors de la saison 2017-2018, il est inclus à l'effectif sénior de l'UBB pour disputer la Challenge Cup, compétition lors de laquelle il fait ses débuts professionnels, en entrant en jeu à quatre reprises. De nouveau convoqué avec la sélection nationale pour le REC 2018, il se blesse et ne peut participer à la compétition. Lors de la saison 2018-2019, il débute en Top 14, et réalisera 18 feuilles de match, principalement en tant que doublure de Vadim Cobilas. Il gagne du temps de jeu notamment grâce à la blessure de son compatriote Lekso Kaulashvili. Appelé pour participer à la préparation de la Coupe du monde 2019, il est finalement non retenu dans le groupe final par Milton Haig. Il retrouve l'équipe géorgienne en février 2020, près de trois ans après sa dernière sélection. 
En juin 2022, il s'engage au Biarritz olympique en Pro D2. A l'issue de la saison 2023/2024, il rejoint le SO Chambéry en Nationale pour deux ans.

## Palmarès
- REC 2017
- REC 2020

## Statistiques

### En club
| 2017-2018 | Union Bordeaux Bègles | 4   | 0   |
| 2018-2019 | Union Bordeaux Bègles | 22  | 0   |
| 2019-2020 | Union Bordeaux Bègles | 10  | 5   |
| 2020-2021 | Union Bordeaux Bègles | ... | ... |
| 2017-2020 | Total                 | 36  | 5   |

### En sélection
| Année | Compétition | Matchs | Points | Essais | Transf. | Drops | Pénal. |
| ----- | ----------- | ------ | ------ | ------ | ------- | ----- | ------ |
| 2017  | REC 2017    | 4      | -      | -      | -       | -     | -      |
| 2020  | REC 2020    | 1      | -      | -      | -       | -     | -      |
| Total | Total       | 5      | -      | -      | -       | -     | -      |